# 野田実
野田 実（のだ みのる、1937年3月3日 - ）は、日本の政治家。元衆議院議員、帝京大学経済学部教授。AIG最高顧問。

## 経歴
和歌山県日高郡日高町出身。和歌山県立日高高等学校、京都大学農学部農業経済学科卒業。
1961年大蔵省に入省。主税局に配属。入省同期に寺村信行（国家公務員共済組合連合会理事長、国税庁長官）、濱本英輔（国税庁長官）、八木橋惇夫（沖縄振興開発金融公庫理事長、環境事務次官）、畠山蕃（防衛事務次官）、松野允彦（証券局長）ら。入省2日にはトルコのタバコ税のペーパーの翻訳をした。大蔵省国際金融局国際機構課企画係長、宇和島税務署長、大蔵省主計局主査、同証券局流通市場課長、同大臣官房参事官などを経て、1990年2月の第39回衆議院議員総選挙に自由民主党公認候補として旧和歌山2区から出馬し、衆議院議員に初当選。科学技術庁政務次官・総務政務次官を歴任した。以後連続3回当選。1995年9月自民党総裁選では、自身の属す清和研の後の会長小泉純一郎の推薦人として全面的に支援したが、後の平成研会長橋本龍太郎に惨敗。
3期目の第41回衆議院議員総選挙で新設された和歌山3区で新進党幹部二階俊博に完敗も比例復活したが、自身の事務所職員が買収事件を起こし、その事務所職員が公職選挙法違反で逮捕される。それを受け、1998年11月17日、野田本人に当選無効の最高裁判決（現職国会議員に対し、初の拡大連座制適用）により失職。
その後、1999年に米大手保険会社AIGの最高顧問に就任。
2000年には帝京大学経済学部教授就任、2006年度を最後に同職退職。

## 著書
- 『日本財政の政治経済学―変革への透視図―』（大蔵財務協会）
- 『財政改革の新地平』（大蔵財務協会）